# The End Machine
The End Machine — американський супергурт, створений у 2018 році.
Згідно з інтерв'ю 2021 року з гітаристом Джорджем Лінчем, гурт The End Machine свідомо обрав класичне звучання гурту Dokken.

## Історія
Спочатку планувалося назвати гурт Superstroke, але зрештою Джордж Лінч, Джефф Пілсон, Мік Браун і Роберт Мейсон повідомили, що остаточна назва гурту — The End Machine.
22 березня 2019 року гурт The End Machine випустив свій дебютний однойменний альбом. Альбом вийшов на італійському лейблі Frontiers і був спродюсований Джеффом Пілсоном.
Під час туру 2019 року барабанщик гурту Evanescence, Вілл Хант, тимчасово замінив Міка Брауна. Згодом Мік Браун назавжди поступився місцем своєму молодшому брату Стіву Брауну.
Стів Браун взяв участь у записах нового альбому гурту, Phase2, який вийшов 9 квітня 2021 року. Альбом вийшов на італійському лейблі Frontiers і був спродюсований Джеффом Пілсоном.
16 грудня 2022 року Джордж Лінч оголосив, що гурт The End Machine працює над третім альбомом разом з новим співаком Гірішем Прадханом (Firstborne, Girish And The Chronicles). «Ми любили Роберта Мейсона [який співав на перших двох альбомах The End Machine], і він неймовірний співак, але ми відчули, що настав час трохи змінитися», — сказав Лінч.
15 січня 2024 року гурт оголосив про вихід свого третього альбому The Quantum Phase 8 березня.

## Дискографія
- The End Machine (2019)
- Phase2 (2021)
- The Quantum Phase (2024)

## Учасники гурту
Поточні
- Джордж Лінч (George Lynch) — гітара (2018–present), учасник гуртів Lynch Mob, KXM, ex-Dokken
- Джефф Пілсон (Jeff Pilson) — бас, бек-вокал, клавішні, акустична гітара, продюсування (2018–present), учасник гуртів Foreigner, ex-Dokken, ex-Dio, ex-McAuley Schenker Group
- Стів Браун (Steve Brown) — барабани, перкусія (2020–present)
- Гіріш Прадхан (Girish Pradhan) — вокал (2022–present)

Колишні
- Роберт Мейсон (Robert Mason) — вокал (2018–2022), учасник гуртів Warrant, ex-Lynch Mob
- Мік Браун (Mick Brown) — ударні, бек-вокал (2018–2019), учасник гуртів ex-Dokken, ex-Lynch Mob, ex-Ted Nugent

Гастрольні учасники
- Вілл Хант — ударні (2019)